# 瑪雅貝克河

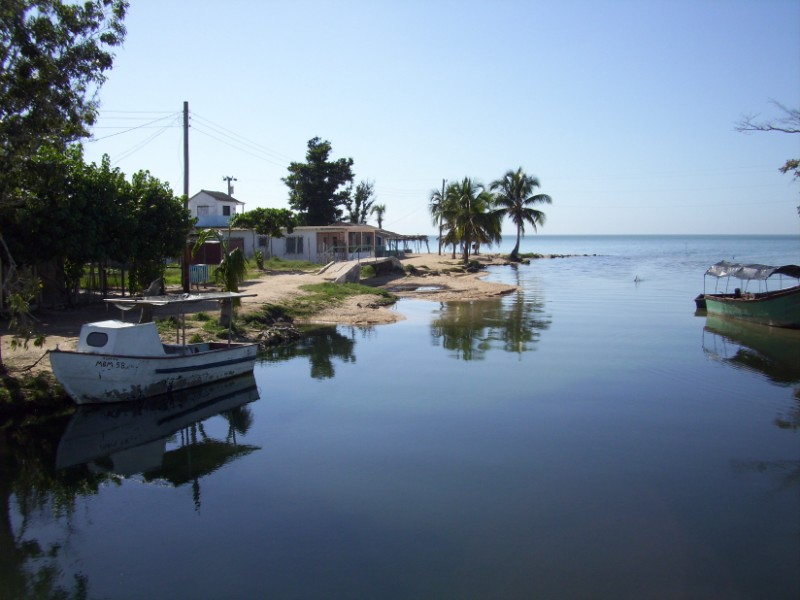

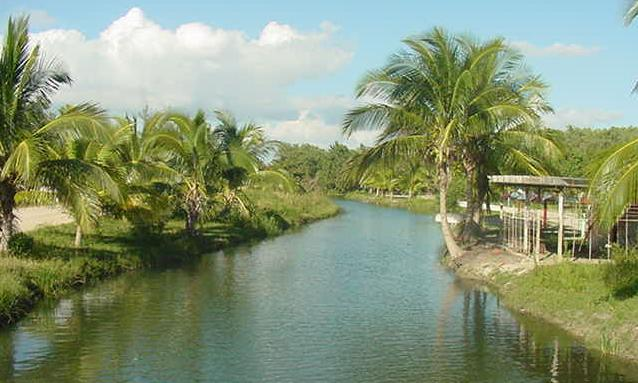

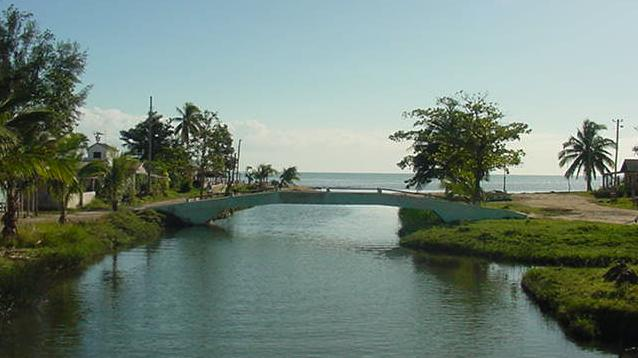

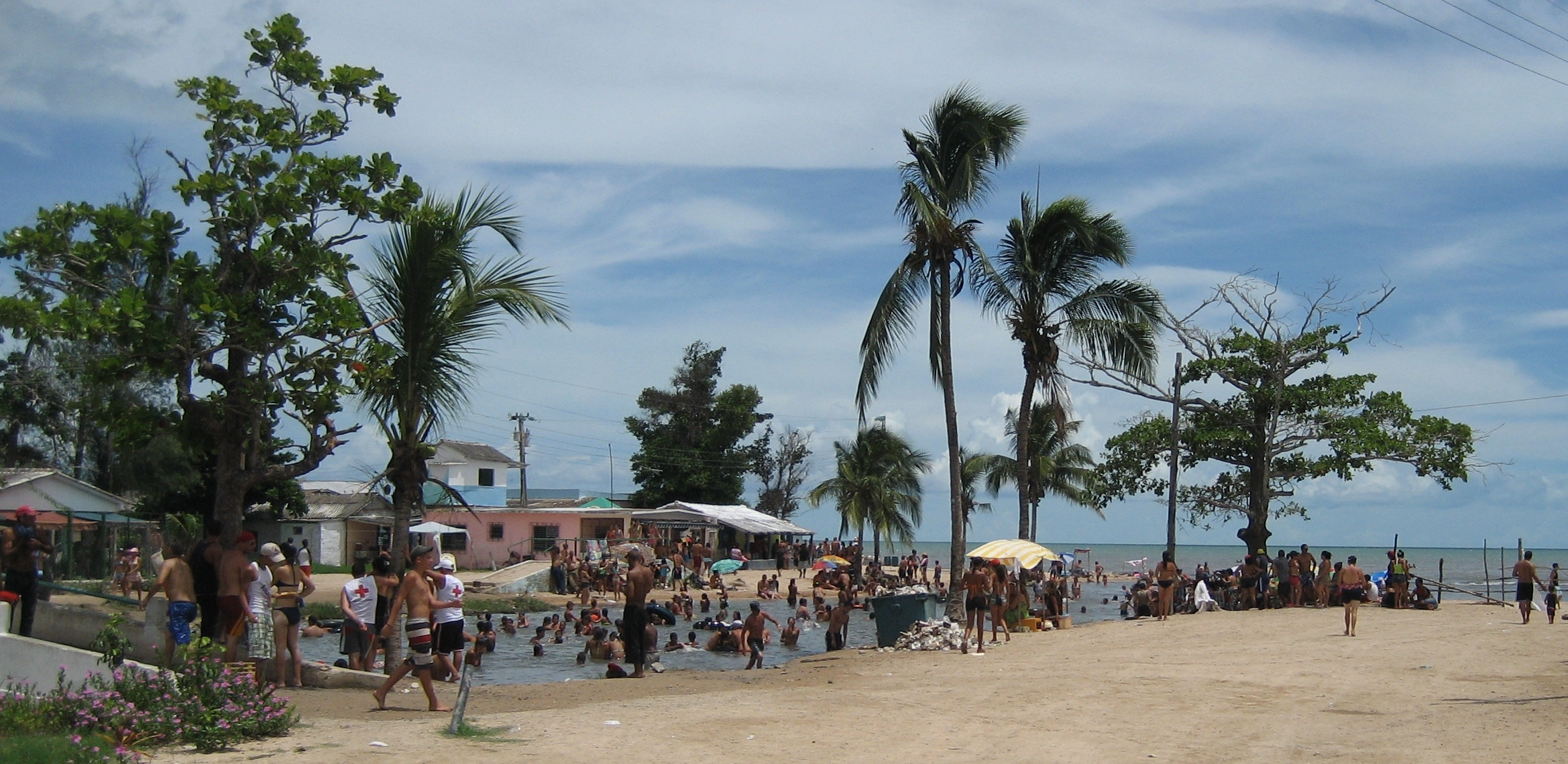

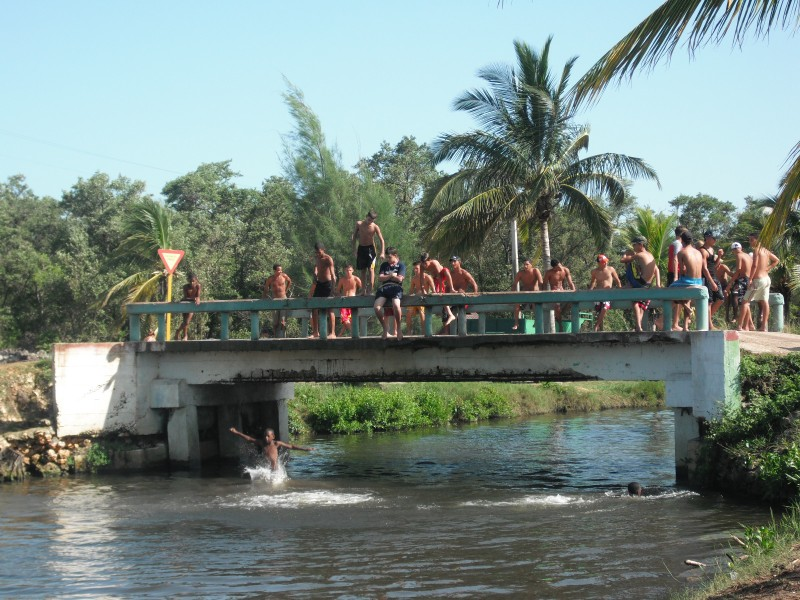

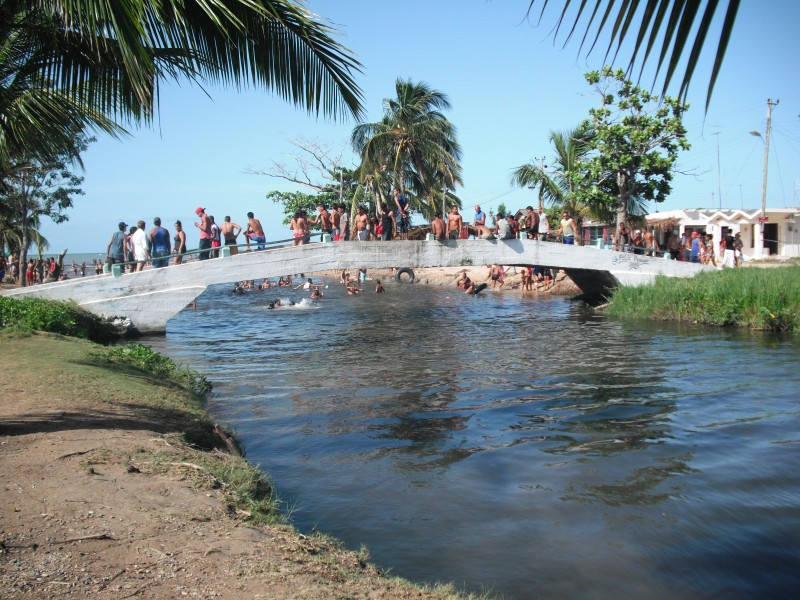

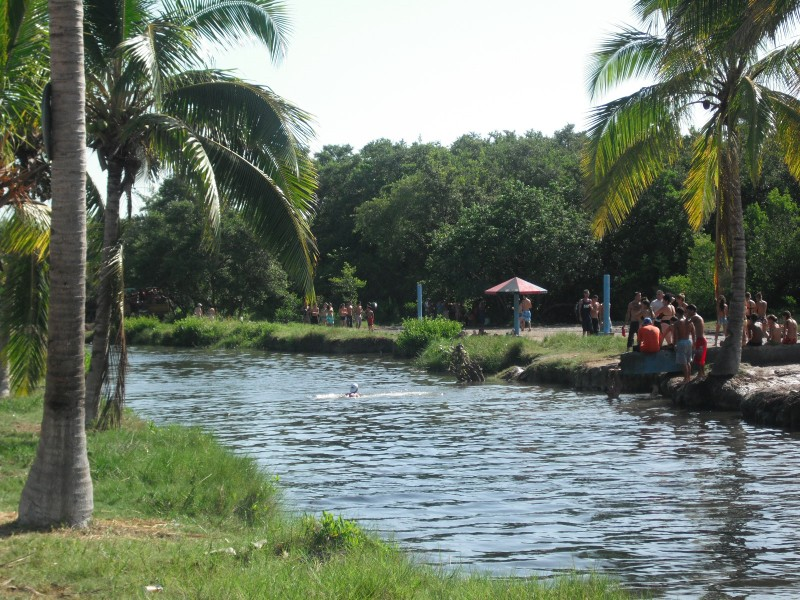

馬亞貝克河是古巴的河流，位於該國西部瑪雅貝克省，河道全長53公里，是該省的主要河流，河岸兩旁有紅樹林，河畔城鎮有圭內斯。
22°40′26.6″N 82°8′48.72″W / 22.674056°N 82.1468667°W